# Krišjānis Barons
Krišjānis Barons (31 d'octubre de 1835, Strutele - 8 de març de 1923, Riga, Letònia) fou un folklorista letó. És conegut com un autor de daines (cançons tradicionals letones), que va anar recollint entre el 1894 i el 1915 en sis volums que incloïen 217.996 cançons tradicionals. El seu retrat apareix als bitllets de 100 lats com a homenatge.